# Wapen van Heerhugowaard

Het wapen van Heerhugowaard

Het wapen van Heerhugowaard werd op 8 december 1936 aan de voormalige Noord-Hollandse gemeente Heerhugowaard toegekend. Voor de gemeente voerden het waterschap en de baljuw van Veenhuizen een vergelijkbaar wapen. Dit toonde echter ook het wapen van Veenhuizen als een bijschildje. Het wapen, zonder bijschildje van Veenhuizen, bleef ondanks gemeentelijke fusies met onder andere de gemeente Hensbroek in 1979 ongewijzigd. Het wapen verloor zijn functie na de opheffing van de gemeente op 31 december 2021.

## Blazoenering
De blazoenering van het wapen luidt als volgt:
In azuur een gouden korenschoof van 5 aren, tussen 2 toegewende reigers van natuurlijke kleur, gebekt en gepoot van goud, alles op een grasgrond geplaatst.
Het schild is zelf blauw van kleur met daarop een goudkleurige korenschoof met aan weerszijden een reiger. De reigers zijn van natuurlijke kleur (doorgaans wit) met gouden poten en snavel en staan beide naar de korenschoof toegedraaid. Omdat de soort reiger niet is gespecificeerd kunnen de reigers de kleurschakeringen van elke ondersoort hebben. De korenschoof en de reigers staan op een groene grasgrond. Het wapen heeft geen schildhouders en ook geen kroon, omdat Heerhugowaard voor beide geen historische gronden had. Tegenwoordig kan iedere gemeente of andere Nederlands overheidsinstelling op verzoek een gravenkroon op een toegekend wapen verkrijgen. Voor andere heraldische kronen gelden beperkingen.

## Vergelijkbare wapens

Het wapen van het waterschap Groot-Geestmerambacht
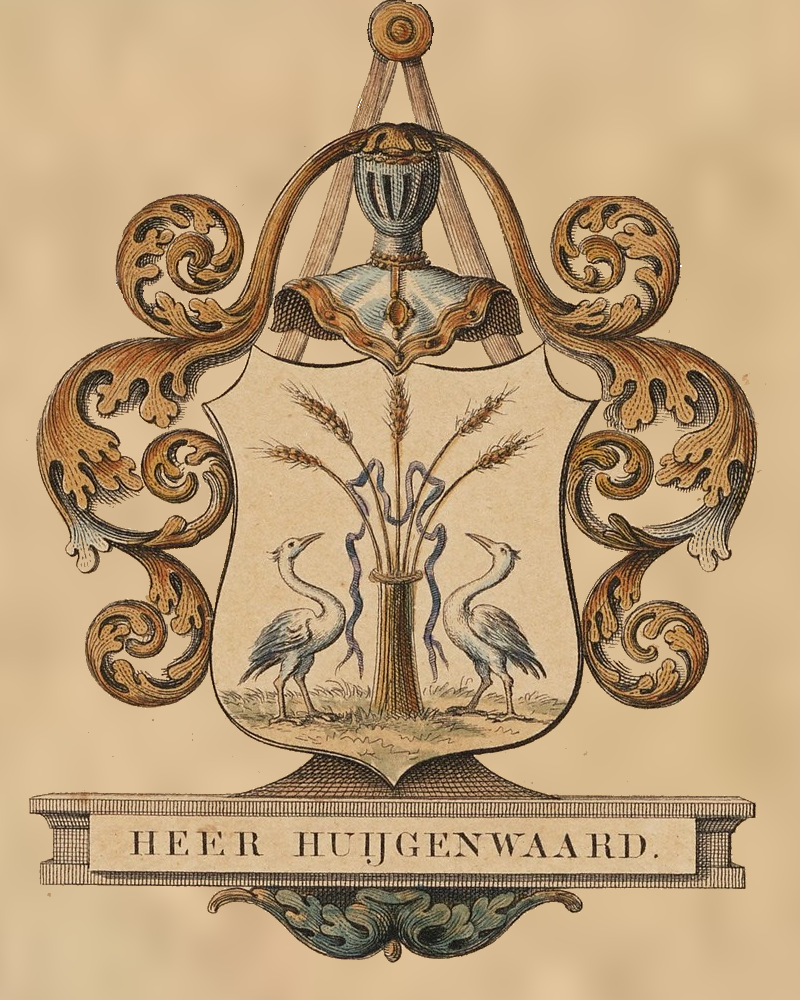
Het wapen van het waterschap Heerhugowaard op een kaart van C.K. Visscher uit 1631